# منى الطراونة
منى الطراونة (30 مارس 1977-) إعلامية أردنية، قدمت برامج عديدة أبرزها «تابو» المثير للجدل وتم إيقاف بعض حلقاته من التلفزيون الأردني. لقبت بسوسنة التلفزيون 

## حياتها
هي ابنة الإعلامي عبد السلام الطراونة، حاصلة على بكالوريوس في الهندسة الزراعية من الجامعة الأردنية.

### حياتها الأسرية
متزوجة من الدكتور مصباح بني عطا رزقت منه بابنها محمد وعبد السلام

## مشوارها المهني
دخلت مجال الإعلام بعد تقدمها لاختبار اختيار مذيعين جدد فتم قبولها لتخضع بعدها لدورة مدتها ستة أشهر
أول ظهور لها على التلفاز كان عام 1996 عندما قدمت برنامجا ترويجيا على الفضائية الأردنية 
ثم في إعداد التقارير الاخبارية لبرنامج «ستون دقيقة» 
أول برنامج خاص بها كان «دنيا الحب» لذوي الاحتياجات الخاصة في شهر رمضان وبرنامج المسابقات «العيلة بالليلة» وبرنامج «الشاطر يكسب»
كما قامت تغطية العديد من المهرجانات ثم قدمت البرنامج الصباحي برنامج «يوم جديد» 
في عام 2015 قدمت برنامج«البعد السابع» ، في عام 2016 
قدمت برنامج «تابو» وتناول مواضيع جريئة وعالج المحظورات وتعرّض للإيقاف في أحد حلقاته واستمر لموسمين 